# Fülekpüspöki
Fülekpüspöki (szlovákul: Biskupice) község Szlovákiában, a Besztercebányai kerületben, a Losonci járásban. A Novohrad-Nógrád UNESCO Globális Geopark települése.

## Fekvése
Fülektől 2 km-re délre, a Belina patak partján fekszik, gyakorlatilag egybeépült a várossal.

## Története
A település a 12. században keletkezett, 1246-ban említik először. 1294-ben "Puspuky", 1417-ben "Pyspeky" néven szerepel az írott forrásokban. Az esztergomi érsekség birtoka volt. 1554 és 1594 között a török hódoltsághoz tartozott. A határából kiépített vízvezetéken látták el vízzel a füleki vár védőit. 1828-ban 74 házában 789 lakos élt.
Vályi András szerint "Fülek Püspöki. Tót falu Nógrád Vármegyében, földes Ura H. Batthyáni Uraság, lakosai katolikusok, fekszik Fülekhez nem meszsze, határja ollyan, mint Bolgáromé, harmadik osztálybéli."
Fényes Elek szerint "Fülek-Püspöki, magyar f., Nógrád vmegyében, Fülekhez közel, 759 kath. lak. Kath. paroch. templom. Tiszta buzáját a losonczi piaczon legtöbbre becsülik. F. u. az esztergomi érsek. Ut. p. Losonc"
A trianoni békeszerződésig területe Nógrád vármegye Füleki járásához, majd 1938 és 1944 között ismét Magyarországhoz tartozott.

## Népessége
| Év:            | 1994. | 2004.   | 2014.   | 2024.   |
| -------------- | ----- | ------- | ------- | ------- |
| Emberek száma: | 1143  | 1122    | 1138    | 1134    |
| Eltérés:       |       | -1,83 % | +1,42 % | -0,35 % |

| Év:            | 2023. | 2024. |
| -------------- | ----- | ----- |
| Emberek száma: | 1134  | 1134  |
| Eltérés:       |       | +0 %  |

1910-ben 718 lakosából 717 magyar és 1 szlovák anyanyelvű lakosa volt.
1970-ben 1085 lakosából 930 magyar és 153 szlovák volt
2001-ben 1110 lakosából 681 (61,4%) magyar és 211 (19%) szlovák volt.
2011-ben 1138 lakosából 810 (71,1%) magyarnak és 231 (20,3%) szlováknak vallotta magát.
2021-ben 1137 lakosából 803 (+32) magyar, 240 (+23) szlovák, 7 (+24) cigány, 5 (+1) egyéb és 82 ismeretlen nemzetiségű volt.

## Neves személyek
- Itt született 1968-ban Varga Norbert közművelődési szakember, folklórkutató, a szlovákiai folklórmozgalom kiemelkedő alakja.
- Itt szolgált Szily János (?-1800) katolikus plébános.

## Nevezetességei

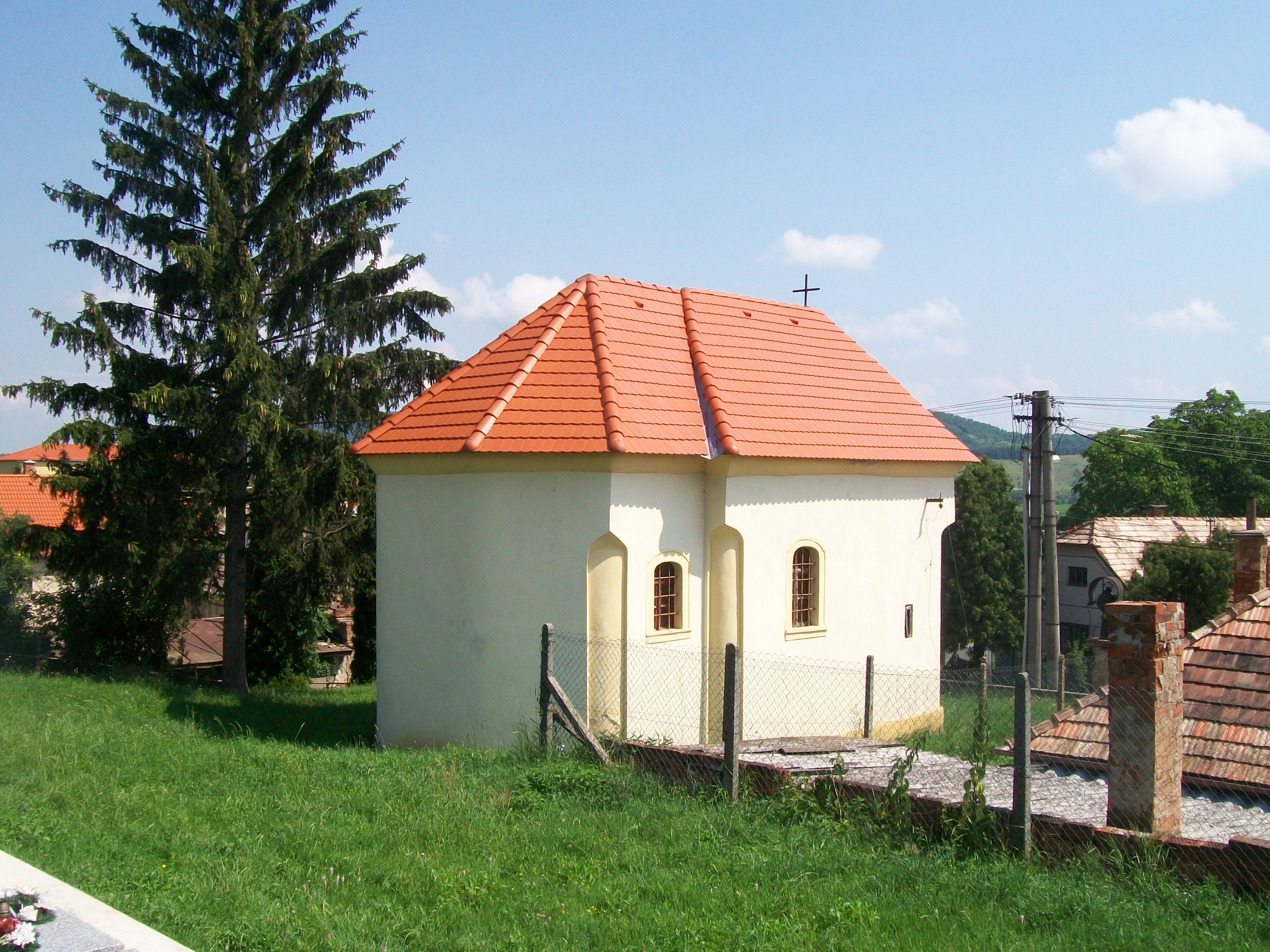
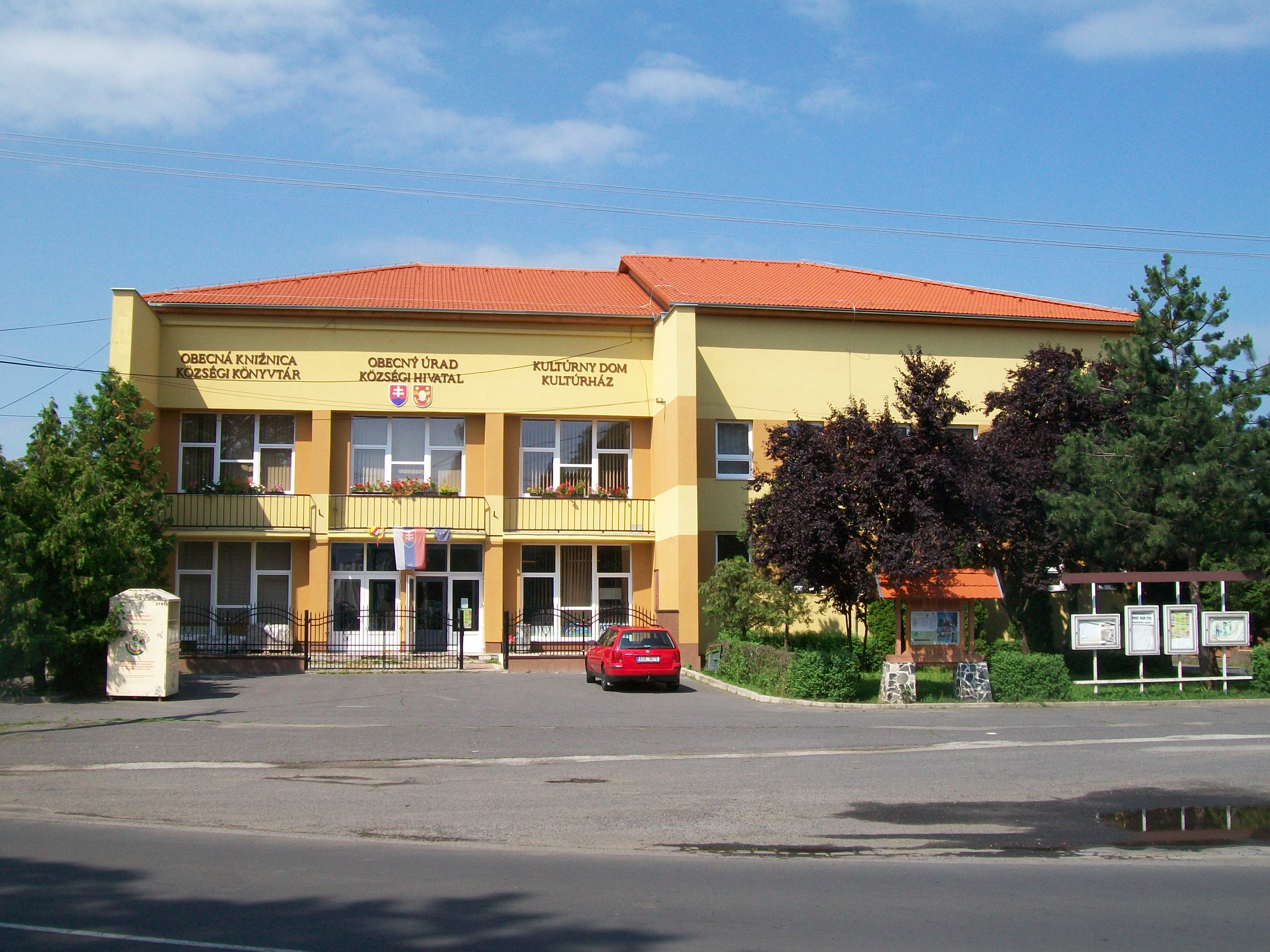
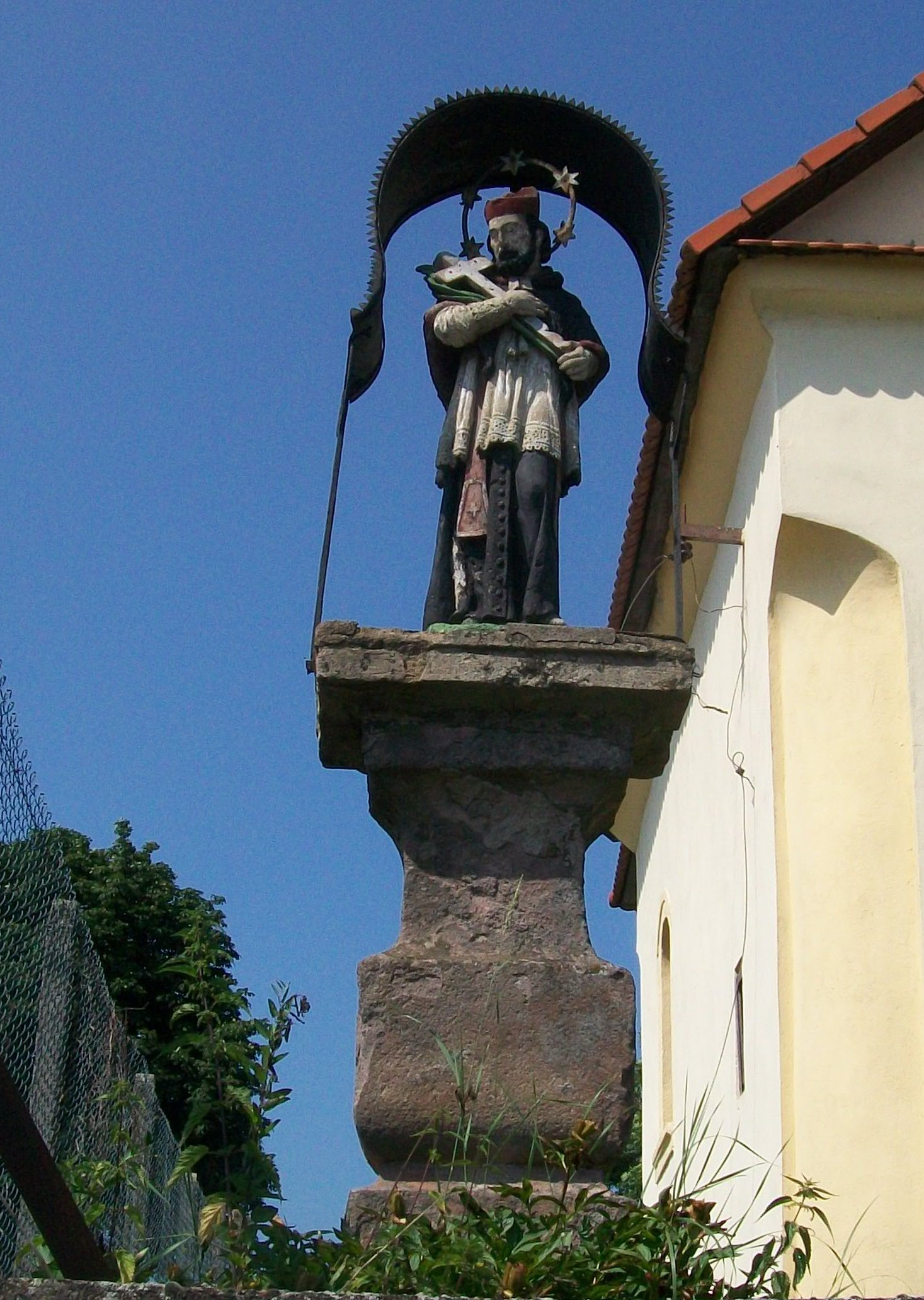

- Szent István király tiszteletére szentelt római katolikus temploma 1728-ban épült, barokk stílusban.
- Angyali Üdvözlet kápolnája 1754-ben épült, későbarokk stílusban.

## Testvérvárosai
- Budapest XVI. kerülete,  Magyarország
- Szurdokpüspöki,  Magyarország

## Külső hivatkozások
- Községinfó
- Fülekpüspöki Szlovákia térképén[halott link]
- E-obce.sk
- A Novohrad-Nógrád UNESCO Globális Geopark települései